# Alexandre Baptista
Alexandre Baptista (17. února 1941 Barreiro – 3. března 2024) byl portugalský fotbalista, obránce.

## Fotbalová kariéra
V portugalské lize hrál za Sporting Lisabon. Se Sportingem Lisabon vyhrál třikrát portugalskou ligu a dvakrát Portugalský pohár. V Poháru mistrů evropských zemí nastoupil ve 4 utkáních, v Poháru vítězů pohárů nastoupil v 8 utkáních a v roce 1964 soutěž se Sportingem vyhrál a ve Veletržním poháru nastoupil v 10 utkáních. Za portugalskou fotbalovou reprezentaci nastoupil v letech 1964-1969 v 11 utkáních. Na Mistrovství světa ve fotbale 1966 byl členem bronzové portugalské reprezentace, nastoupil v 5 utkáních.

## Ligová bilance
| Ročník                        | Zápasy | Góly | Klub             |
| ----------------------------- | ------ | ---- | ---------------- |
| 1. portugalská liga 1960/1961 | 2      | 0    | Sporting Lisabon |
| 1. portugalská liga 1961/1962 | -      | -    | Sporting Lisabon |
| 1. portugalská liga 1962/1963 | -      | -    | Sporting Lisabon |
| 1. portugalská liga 1963/1964 | 10     | 0    | Sporting Lisabon |
| 1. portugalská liga 1964/1965 | 4      | 0    | Sporting Lisabon |
| 1. portugalská liga 1965/1966 | 21     | 0    | Sporting Lisabon |
| 1. portugalská liga 1966/1967 | 9      | 0    | Sporting Lisabon |
| 1. portugalská liga 1967/1968 | 11     | 0    | Sporting Lisabon |
| 1. portugalská liga 1968/1969 | 14     | 0    | Sporting Lisabon |
| 1. portugalská liga 1969/1970 | 13     | 2    | Sporting Lisabon |
| 1. portugalská liga 1970/1971 | 11     | 0    | Sporting Lisabon |
| CELKEM 1. portugalská liga    | 152    | 3    |                  |